# Madeleine St John
Madeleine St John (Sydney, 12 novembre 1941 – Londra, 18 giugno 2006) è stata una scrittrice australiana.

## Biografia
Madeleine St John nasce il 12 novembre 1941 a Castlecrag, un sobborgo di Sydney, dal barrister Edward St John e dalla francese Sylvette Cargher.
Dopo una tragica giovinezza (la madre si suicida quando Madeleine ha 12 anni), compie gli studi all'University of Sydney insieme a futuri artisti quali Bruce Beresford, Robert Hughes e Germaine Greer.
A 52 anni esordisce nella narrativa con Le signore in nero, romanzo ambientato negli anni '50 a Sydney e avente per protagoniste le commesse dei grandi magazzini che sarà trasposto in pellicola 25 anni dopo.
Autrice di altri tre romanzi di cui uno, The Essence of the Thing, finalista al Booker Prize (unica donna australiana nominata per il premio), muore a Londra il 18 giugno 2006.

## Opere

### Trilogia Notting Hill
- Una donna quasi perfetta (A Pure Clear Light, 1996), Milano, Garzanti, 2020 traduzione di Maria Giulia Castagnone ISBN 978-88-11-60994-0.
- The Essence of the Thing (1997)
- L'amica sfuggente (A Stairway to Paradise 1999) , Milano, Garzanti, 2022 traduzione di Maria Giulia Castagnone ISBN 978-88-11-60995-7.[7]

### Altri romanzi
- Le signore in nero (The Women in Black, 1993), Milano, Garzanti, 2009 traduzione di Maria Giulia Castagnone ISBN 978-88-11-60769-4.

## Filmografia
- Ladies in Black, regia di Bruce Beresford (2018) (soggetto)

## Premi e riconoscimenti
- Booker Prize: 1997 finalista con The Essence of the Thing